# Fantasia contrappuntistica

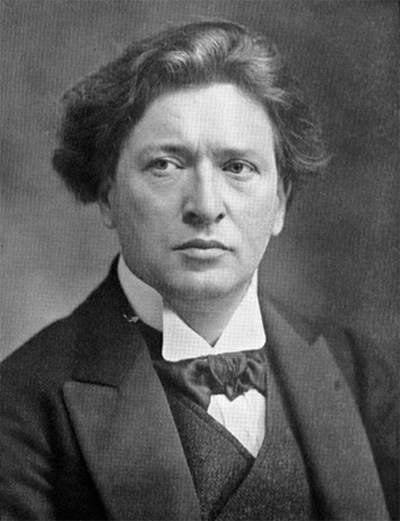
Ferruccio Busoni, 1906

Die Fantasia contrappuntistica BV 256 ist ein im Juni 1910 entstandenes und im selben Jahr bei Breitkopf & Härtel erschienenes Klavierwerk von Ferruccio Busoni, das zu seinen bedeutendsten Kompositionen für das Instrument gehört. Im Zentrum steht sein Versuch, die letzte und fragmentarische Fuge Contrapunctus  XIV  (BWV 1080, 19) aus Johann Sebastian Bachs spätem Zyklus Die Kunst der Fuge zu vollenden.
Das technisch sehr anspruchsvolle und ausgedehnte Werk hat eine recht lange Entstehungsgeschichte und liegt in unterschiedlichen Fassungen vor. Busoni widmete es dem deutsch-amerikanischen Komponisten Wilhelm Middelschulte, von dem wichtige Impulse ausgegangen waren und der ein Arrangement für Orgel anfertigte.

## Entstehung
Die Anregung für das Werk geht auf den Anfang des Jahres 1910 zurück und ist Wilhelm Middelschulte und Bernhard Ziehn zu verdanken, die Busoni als „Gothiker von Chicago, III“ bezeichnete und deren Studien über die unvollendete Fuge er zu dem Zeitpunkt kennenlernte.
Middelschulte war ein bedeutender Organist und Theoretiker, der 1891 in die Vereinigten Staaten ausgewandert war. Er arbeitete als Hochschullehrer, setzte sich für das Werk Johann Sebastian Bachs ein und prägte so das amerikanische Musikleben. In Chicago wirkte er in der Jacobikirche und lernte dort den bedeutenden Musiktheoretiker Bernhard Ziehn kennen, der ihn mit seinem Konzept einer erweiterten Tonalität beeinflusste.
Da Busoni die Fantasia mehrfach überarbeitete, entstanden 1910 und in den folgenden Jahren neben einer fragmentarischen Fassung für Orchester weitere Versionen.
Zunächst wollte er den Fugen eine umfangreiche Fantasie voranstellen, ein Plan, von dem er etwas später abrückte, um „alles Fantasieartige in der Fuge selbst“ zu präsentieren.
Hierbei schwebte ihm eine Kombination aus César Franck und Ludwig van Beethovens Hammerklaviersonate vor. Nachdem er die Fuge (BV 255) am 1. März 1910 in den Vereinigten Staaten beendet und sie Middelschulte unter dem Titel „Große Fuge. Kontrapunktische Fantasie über Joh. Seb. Bach´s letztes unvollendetes Werk“ gewidmet hatte, entschloss er sich im April, eine Orchesterfassung zu schreiben, der er das ebenfalls orchestrierte dritte Stück aus der Elegiensammlung BV 249 voranstellen wollte.
Kamen diese Versuche nicht über ein Fragment hinaus, konnte er im Juni hingegen die erweiterte und endgültige Klavierfassung Edizione definitiva (BV 256) vollenden.
1912 schrieb er ein kürzeres Choralvorspiel nebst Fuge über ein Bachsches Fragment. Der Fantasia Contrappuntistica kleine Ausgabe, BV 256a und neun Jahre später schließlich die Fantasia Contrappuntistica für zwei Klaviere, BV 256b.

## Zur Musik
Die Edizione definitiva besteht aus den zwölf Teilen Preludio corale (Moderato un po´ maestoso), Fuga I, Fuga II, Fuga III (auf die Tonfolge B-A-C-H), Intermezzo, Variazione I, Variazione II, Variazione III, Cadenza, Fuga IV, Corale und Stretta.
Für das wuchtige Preludio griff Busoni auf seine dritte, Gregor Beklemischeff gewidmete Elegie („Meine Seele bangt und hofft zu Dir“) aus den Neue(n) Klavierstücken BV 249 von 1908 zurück, die er leicht bearbeitete und kürzte.
Die Elegie kann als freies Choralvorspiel über das lutherische Kirchenlied Allein Gott in der Höh sei Ehr aufgefasst werden, das auch von Bach bearbeitet worden war und sich in der Sammlung von 18 Choralbearbeitungen für Orgel mit zwei Manualen und Pedal findet.
In der Fuga I (Con molta importanza e sostenutissimo) lässt Busoni den Dux im oktavierten Bass fortissimo einsetzen und führt ihn diminuendo zum Pianissimo in Takt sechs, wo der Comes nach dem Muster der unvollendeten Fuge tonal antwortet. Das sechstaktige Thema entspricht ebenso der Vorgabe Bachs wie der Kontrapunkt in Takt acht, während die bereits im vierten Takt von Busoni hinzugefügten Oberstimmen davon abweichen.
Vor der Stretta zitiert Busoni als Reminiszenz erneut das Choralvorspiel, das über düster-ostinaten, aus dem B-A-C-H-Motiv gebildeten Bassfiguren erklingt und leitet in den triumphalen Schluss über, der terzlos endet und so die Frage offenlässt, ob das Werk in Dur oder Moll ausklingt.

## Hintergrund und Einzelheiten
Im Frühwerk Busonis zeigt sich der romantische Hintergrund von Komponisten wie Schumann, Chopin und Mendelssohn, später auch  Johannes Brahms, dem er zunächst mit respektvoller Distanz begegnete und dessen f-Moll-Sonate er 1884 im Beisein des Kritikers Eduard Hanslick in Wien spielte. Der Einfluss der vertrackten Händel-Variationen lässt sich in den frühen Chopin-Variationen op. 22 (BV 213) nachweisen, und auch in seinem von Max Reger gelobten Konzertstück op. 31 a (BV 236) von 1890 ist Brahms gegenwärtig.

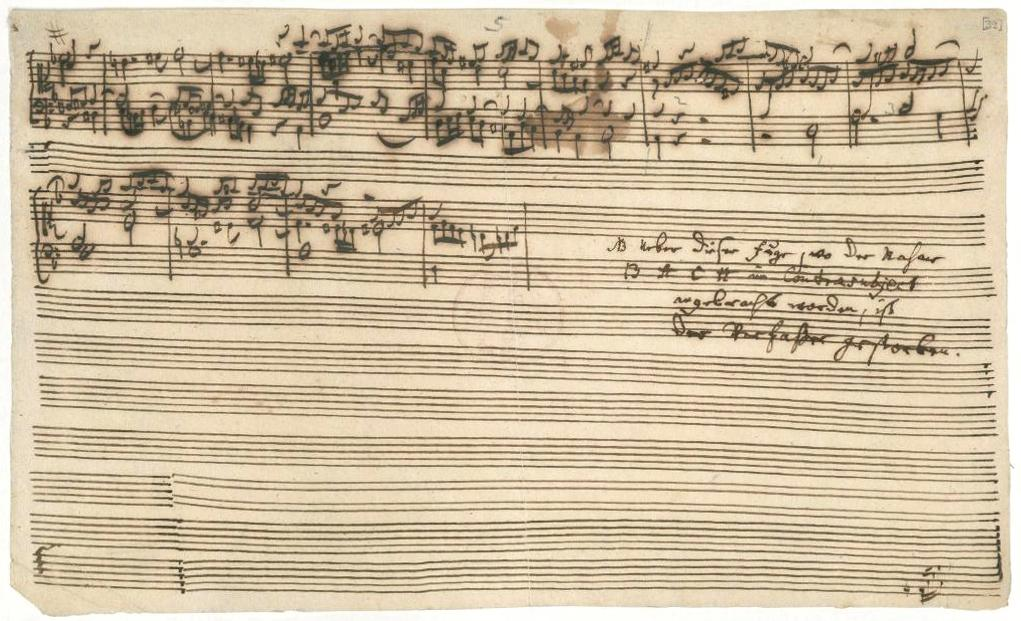
J. S. Bach: Die Kunst der Fuge - Letzte Seite des Autographen mit der unvollendeten Fuge und der Anmerkung Carl Philipp Emanuel Bachs

Doch wie kein anderer Komponist bestimmte Johann Sebastian Bach die pianistische und kompositorisch-künstlerische Entwicklung Busonis, der später die Gesamtausgabe seines Klavierwerks bei Breitkopf & Härtel betreute und mit Anmerkungen versah. Die Bedeutung Bachs, der ebenfalls eigene und fremde Werke bearbeitete, zeigt sich in der kontrapunktischen Struktur vieler Werke Busonis sowie in zahlreichen Transkription. Die Schwierigkeit einiger Bach-Bearbeitungen ist den hohen Anforderungen und Klangvorstellungen Busonis geschuldet, der die Vorlagen auf das Niveau eines Virtuosen heben wollte. So wurde die Fantasia als Versuch gewertet, Bachs vermutlich als Quadrupelfuge konzipiertes Werk „zu Ende zu denken“ und das Klavier dabei „zu vergessen“.
Bachs Contrapunctus 14 bricht nach der Vorstellung der drei Themen ab, ohne das Grundthema des Zyklus einzuführen. Der Musikwissenschaftler  Philipp Spitta glaubte, das unvollendete Werk gehöre nicht zum Zyklus, eine Meinung, der sich auch andere Fachleute anschlossen. Auf der anderen Seite erklingt das Thema in Contrapunctus 8 erst sehr spät, weswegen der von Spitta geäußerte Zweifel nicht zwingend erscheint, ist es doch möglich, dass Bach es erst am Schluss der Fuge erklingen lassen wollte.

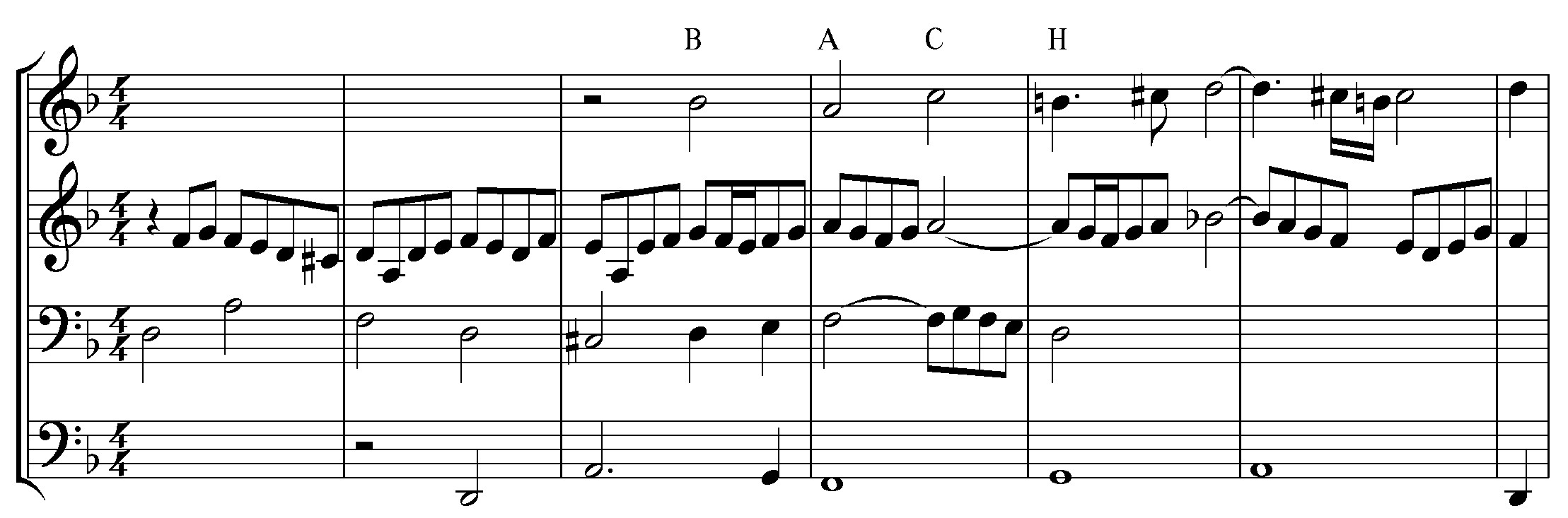
Quadrupelkomplex aller vier Themen

Martin Gustav Nottebohm stellte als erster Musikwissenschaftler in einer Ausgabe der Musik-Welt vom 5. März 1881 fest, dass das Grundthema mit den drei bisher eingeführten Themen gut kombinierbar sei. In diesem Falle würden die vier Fugenthemen unterschiedlich beginnen und enden, was nach Auffassung Donald Francis Toveys für Bachs kompositorische Handschrift charakteristisch sei.
Auf Transkriptionsfragen kam Busoni auch in seinem Rainer Maria Rilke gewidmeten Entwurf einer neuen Ästhetik der Tonkunst zu sprechen, ein musiktheoretisches Werk, das kontrovers rezipiert wurde und auf das der konservative Wagner-Verehrer Hans Pfitzner mit seiner Polemik Futuristengefahr reagierte.
Anstatt ein Werk immer in derselben Weise durch sklavische Fixierung auf die Zeichen zu spielen, sollte der Interpret es nach den jeweiligen Gegebenheiten gestalten. Vom Problem der Notation ausgehend spricht Busoni auch seine eigenen Transkriptionen an, die auf Widerstand gestoßen seien und die er damit rechtfertigt, dass jede Notation bereits eine Transkription sei. Wirkten Beethovens Klavierwerke wie vom Orchester ausgehende Klaviertranskriptionen, so Schumanns Orchesterwerke umgekehrt wie orchestrierte Klavierwerke.
Die zwischen 1907 und 1909 geschriebenen Elegien BV 249 markieren einen Neubeginn in Busonis Entwicklung, was von ihm selbst so gedeutet wurde, als er angab, in ihnen sein „ganz persönliches Gesicht“ aufgesetzt zu haben. Mit ihrer erweiterten Tonalität und den stellenweise bitonalen Ansätzen gehen sie über die gebräuchliche Funktionsharmonik der Zeit ebenso hinaus wie die Sonatinen, in denen sich ebenfalls bitonale Strukturen finden.
1954 spielte der junge Alfred Brendel das Werk ein und trug es etwas später einem schmalen Publikum in Wien vor. Für ihn ist die Fantasia eine Einheit von „These und Antithese, Kontrapunkt und Phantasie, Bach und Busoni“. Der Klavierklang sei unendlich verfeinert und zeige eine „neue Sphäre der Instrumentalkunst“. Es sei bezeichnend, dass Bach und Liszt – „Basis und Gipfel des Klavierspiels“ – die Säulen seines gewaltigen Repertoires gewesen seien, bewege Busoni sich doch zwischen der Kontemplation des einen wie der ekstatischen Klangmagie des anderen.